# Nikola Nalješković
Nikola Nalješković (* zwischen 1500 und 1510 in Dubrovnik, Republik Ragusa; † 1587 ebenda), italianisiert Niccolò Nale, war ein ragusanischer Schriftsteller und Gelehrter der Renaissance.

## Leben
Nalješković wurde als Sohn von Stjepan Nalješković und Katarina Radaljević in Dubrovnik geboren, wobei sein genaues Geburtsdatum unbekannt ist. Nach dem frühen Tod des Vaters kümmerte er sich um seine Schwestern. Er genoss seine Ausbildung in Dubrovnik und soll sich in den 1530er Jahren in Venedig aufgehalten haben. Auch wenn er aus einer angesehenen Kaufmannsfamilie stammte, war seinen eigenen unternehmerischen Versuchen kein Erfolg beschieden und sein Schifffahrtsunternehmen ging Bankrott. 1538 kam er wegen Schulden gar ins Gefängnis. Seine Verlobte, deren Mitgift er ausgegeben hatte, verließ ihn infolgedessen und ging ins Kloster. Da er weder Vermögen noch einen Adelsstatus hatte, war er gezwungen, sich als Stadtschreiber, Kanzlist und Feldmesser durchzuschlagen. 1554 heiratete er seine Cousine Nika Nalješković. In seinen späten Jahren beschäftigte er sich mit Astronomie und Mathematik. Papst Gregor XIII. lud Nalješković im Rahmen der Kalenderreform von 1582 nach Rom ein, wo er sich in einer Abhandlung zur Berechnung der Schalttage äußerte. Nalješković starb 1587 in seiner Heimatstadt Dubrovnik.
Nalješković verfasste im Laufe seines Lebens ein recht umfangreiches literarisches Œuvre mit 7 Dramen und über 200 Gedichten, veröffentlichte aber nie etwas davon. Seine Werke sind lediglich in späteren, nicht autorisierten Abschriften erhalten und wurden ab 1873 in der Reihe „Altkroatische Schriftsteller“ (Stari pisci hrvatski) der Kroatischen Akademie der Wissenschaften und Künste erstmals publiziert. Eine Einordnung der Entstehungszeit ist nur in Ausnahmefällen möglich.
Seine derben, in der Regel sehr kurzen Dramen voller sexueller Anzüglichkeiten beeinflussten den bedeutenderen Zeitgenossen Marin Držić offenbar so sehr, dass diesem 1549 vorgeworfen wurde, sein Stück Tirena sei ein Plagiat von Nalješković.

## Werke

### Dramen
- 4 Schäferspiele („Komödien“ 1–4)
- 2 Farcen („Komödien“ 5–6)
- 1 Komödie in drei Akten („Komödie“ 7)

### Lyrik
- 181 Liebesgedichte
- 15 religiöse Gedichte
- 12 Karnevalsgedichte („Maskeraden“)
- 4 Grabinschriften

### Weitere Werke
- 37 Briefe
- Dialogo sopra la sfera del mondo („Dialog über die Erdsphäre“, 1579)